# Élections provinciales de 2012 en Voïvodine
Les élections provinciales de 2012 en Voïvodine (en serbe cyrillique : Војвођански покрајински избори 2012. ; en serbe latin : Vojvođanski pokrajinski izbori 2012.) ont eu lieu le 6 mai 2012 pour le premier tour et le 20 mai 2012 pour le second tour. Elles ont permis l'élection des 120 députés de l'Assemblée de la province autonome de Voïvodine, en Serbie.

## Listes en lice
1. Un choix pour une Voïvodine meilleure - Bojan Pajtić (Izbor za bolju Vojvodinu - Dr Bojan Pajtić), une coalition emmenée par le Parti démocratique du président sortant Boris Tadić[1]
2. Ligue des sociaux-démocrates de Voïvodine - Nenad Čanak (Liga socijaldemokrata Vojvodine - Nenad Čanak)
3. Régions unies de Serbie - Mlađan Dinkić (Ujedinjeni regioni Srbije - Mlađan Dinkić)
4. Parti radical serbe - Vojislav Šešelj (Srpska radikalna Stranka - Dr Vojislav Šešelj)
5. Donnons de l'élan à la Voïvodine - Tomislav Nikolić (Pokrenimo Vojvodinu - Tomislav Nikolić, une coalition emmenée par le Parti progressiste serbe (SNS)[2]
6. Parti démocratique de Serbie - Vojislav Koštunica (Demokratska Stranka Srbije - Vojislav Koštunica)
7. Čedomir Jovanović - Vojvođanski preokret (Čedomir Jovanović - Vojvođanski Preokret)[3]
8. Ivica Dačić - SPS - PUPS - JS - SDPS
9. Alliance des Magyars de Voïvodine - István Pásztor (Savez Vojvođanskih Mađara - Ištvan Pastor)
10. Portes pour une Voïvodine serbe (Dveri za Srpsku Vojvodinu)
11. Tous ensemble : BDZ, GSM, DZH, DZVM, Parti slovaque - László Rácz Szabó
12. Mouvement de l'espoir magyar - Bálint László (Pokret Mađarske Nade - Balint Laslo)
13. Parti monténégrin - Nenad Stevović (Crnogorska Partija - Nenad Stevović)
14. Parti démocratique serbe - Dragan Dašić (Srpska Demokratska Stranka - Dragan Dašić)

## Résultats

### Premier tour
| Parti ou coalition                                      | %       | Sièges |
| ------------------------------------------------------- | ------- | ------ |
| Un choix pour une Voïvodine meilleure – Bojan Pajtić    | 20,98 % | 16     |
| Donnons de l'élan à la Voïvodine – Tomislav Nikolić     | 18,32 % | 14     |
| Ivica Dačić – SPS – PUPS – JS – SDPS                    | 11,26 % | 9      |
| Ligue des sociaux-démocrates de Voïvodine – Nenad Čanak | 11,01 % | 8      |
| Parti radical serbe – Vojislav Šešelj                   | 6,30 %  | 5      |
| Alliance des Magyars de Voïvodine – István Pásztor      | 6,15 %  | 4      |
| Parti démocratique de Serbie – Vojislav Koštunica       | 5,92 %  | 4      |

### Second tour
| Parti ou coalition                                      | Sièges |
| ------------------------------------------------------- | ------ |
| Un choix pour une Voïvodine meilleure – Bojan Pajtić    | 42     |
| Donnons de l'élan à la Voïvodine – Tomislav Nikolić     | 8      |
| Ivica Dačić – SPS – PUPS – JS – SDPS                    | 4      |
| Alliance des Magyars de Voïvodine – István Pásztor      | 3      |
| Ligue des sociaux-démocrates de Voïvodine – Nenad Čanak | 2      |
| Čedomir Jovanović - Vojvođanski Preokret                | 1      |

### Résultats cumulés des deux tours
| Parti ou coalition                                      | %       | Sièges |
| ------------------------------------------------------- | ------- | ------ |
| Un choix pour une Voïvodine meilleure – Bojan Pajtić    | 48,33 % | 58     |
| Donnons de l'élan à la Voïvodine – Tomislav Nikolić     | 18,33 % | 22     |
| Ivica Dačić – SPS – PUPS – JS – SDPS                    | 10,83 % | 13     |
| Ligue des sociaux-démocrates de Voïvodine – Nenad Čanak | 8,33 %  | 10     |
| Alliance des Magyars de Voïvodine – István Pásztor      | 5,83 %  | 7      |
| Parti radical serbe – Vojislav Šešelj                   | 4,17 %  | 5      |
| Parti démocratique de Serbie – Vojislav Koštunica       | 3,33 %  | 4      |
| Čedomir Jovanović - Vojvođanski Preokret                | 0,83%   | 1      |